# Молчаново (Кожевниковский район)
Молчаново —  упразднённая деревня в Кожевниковском районе Томской области. На момент упразднения входила в состав Кожевниковского сельсовета. Упразднена в 2004 году.

## География
Деревня располагалась на правом берегу реки Таган, в месте впадения в неё реки Андрава, в 7 км (по прямой) к востоку от районного центра - села Кожевниково.

## История
Деревня была основана в 1600 г. В 1928 году деревня Молчанова состояла из 18 хозяйств. В административном отношении входила в состав Киреевского сельсовета Коларовского района Томского округа Сибирского края.
В 1960-е годы деревня попала в разряд не перспективных и по планам должна была быть сселена к 1975 году.
Постановлением Государственной Думы Томской области от 29 июля 2004 года № 1360 деревня Молчаново исключена из учётных данных.

## Население
| 1926 | 1939 | 1959 | 1970 | 1979 | 1989 | 2002 |
| ---- | ---- | ---- | ---- | ---- | ---- | ---- |
| 85   | ↗120 | ↗228 | ↘95  | ↘0   | ↗4   | ↘0   |

В 1926 году основным населением деревни были русские.